# Bajót
Bajót is een plaats (község) en gemeente in het Hongaarse comitaat Komárom-Esztergom. Bajót telt 1494 inwoners (2001).

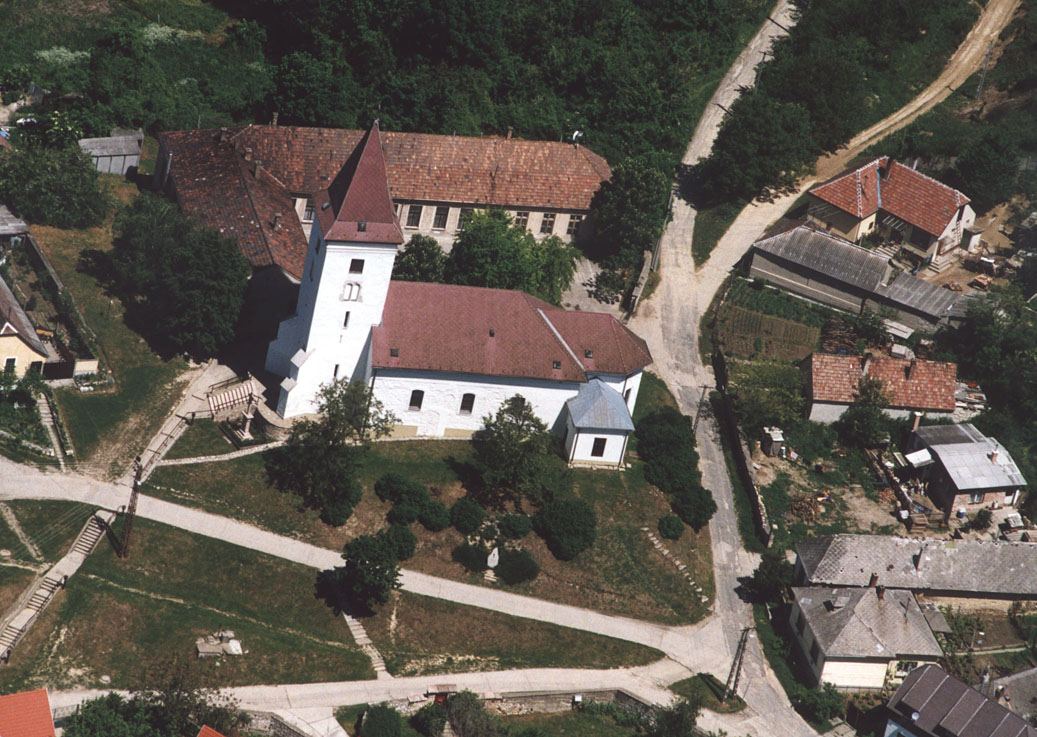
Bajót
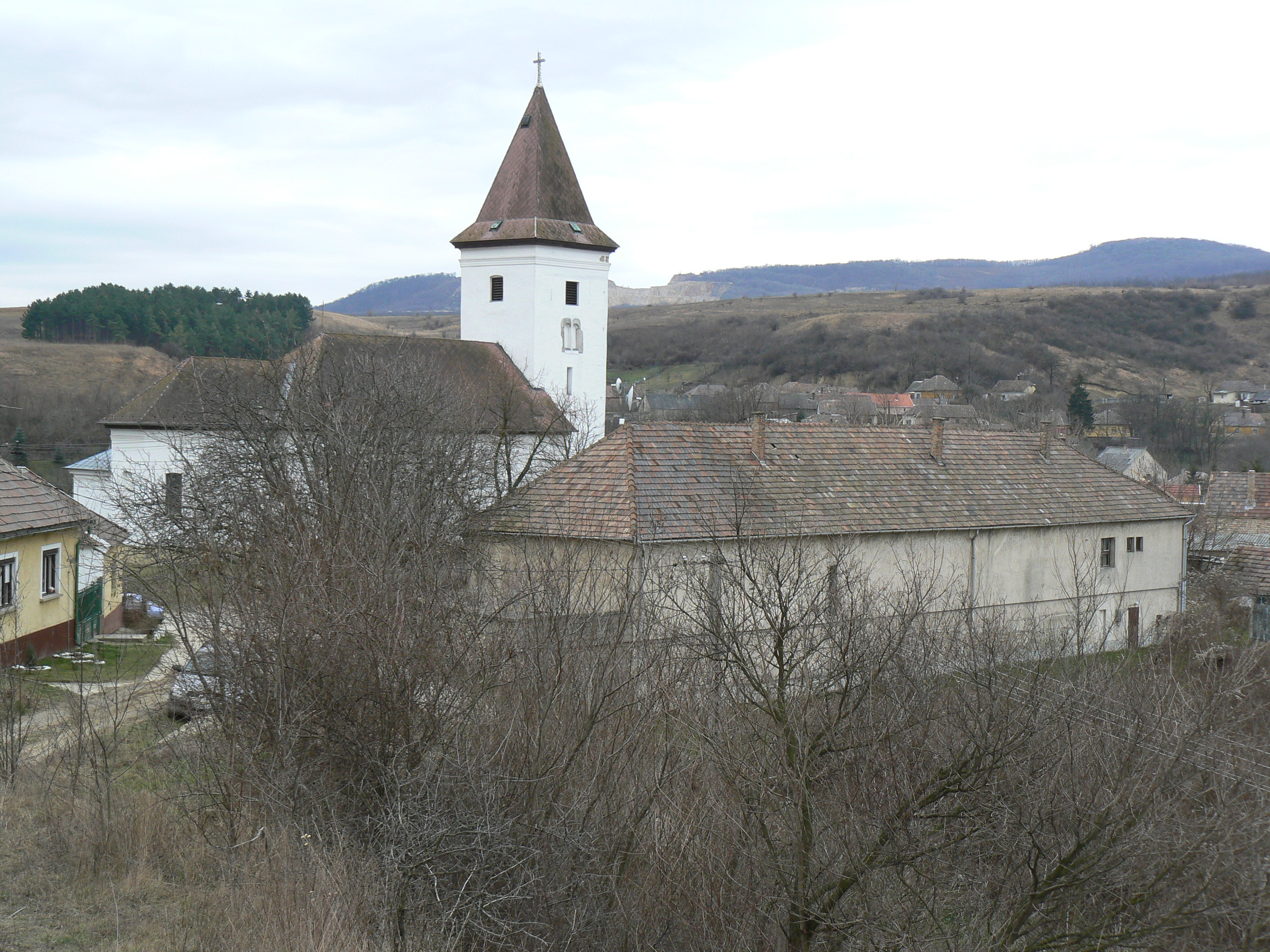
Kerk in Bajót